# Савельевский (Ростовская область)
Саве́льевский — посёлок в Волгодонском районе Ростовской области.
Входит в состав Потаповского сельского поселения.

## География
Через посёлок проходит Донской магистральный канал.

## Население
| 1989 | 2002 | 2010 |
| ---- | ---- | ---- |
| 281  | ↗284 | ↗318 |

## Улицы
- пер. Думенко
- ул. Дружбы
- ул. Проселочная
- ул. Степная
- ул. Тенистая
- ул. Тимирязева